# Багларбаши (станція метро)
41°01′17″ пн. ш. 29°02′13″ сх. д. / 41.021431536673° пн. ш. 29.036864427816° сх. д.
Багларбаши (тур. Bağlarbaşı) — станція лінії М5 Стамбульського метро в Ускюдар. Відкрита 15 грудня 2017 року разом з восьми іншими станціями у черзі Ускюдар — Яманевлер..
Розташована під проспектом Нухсуюкую в Алтунвзаде, Ускюдар.
Пересадки
- Автобуси[2]: 2, 3, 9, 9A, 9Ç, 9Ş, 9Ü, 9ÜD, 11A, 11BE, 11C, 11D, 11E, 11EK, 11ES, 11G, 11K, 11L, 11M, 11N, 11P, 11ST, 11Ü, 11ÜS, 11Y, 12A, 12ÜS, 13, 13AB, 13B, 13TD, 14, 14D, 14F, 14K, 14M, 14R, 14Y, 14YK, 15F, 125, 129T, 139, 139A, 320, 500A, D1, MR9
- Маршрутки: Кадикьой — Багларбаши, Кадикьой — Чекмекьой, Ускюдар — Нух-Куюсу.

Конструкція: станція закритого типу мілкого закладення, має острівну платформу та дві колії.